# فولاد آلیاژی

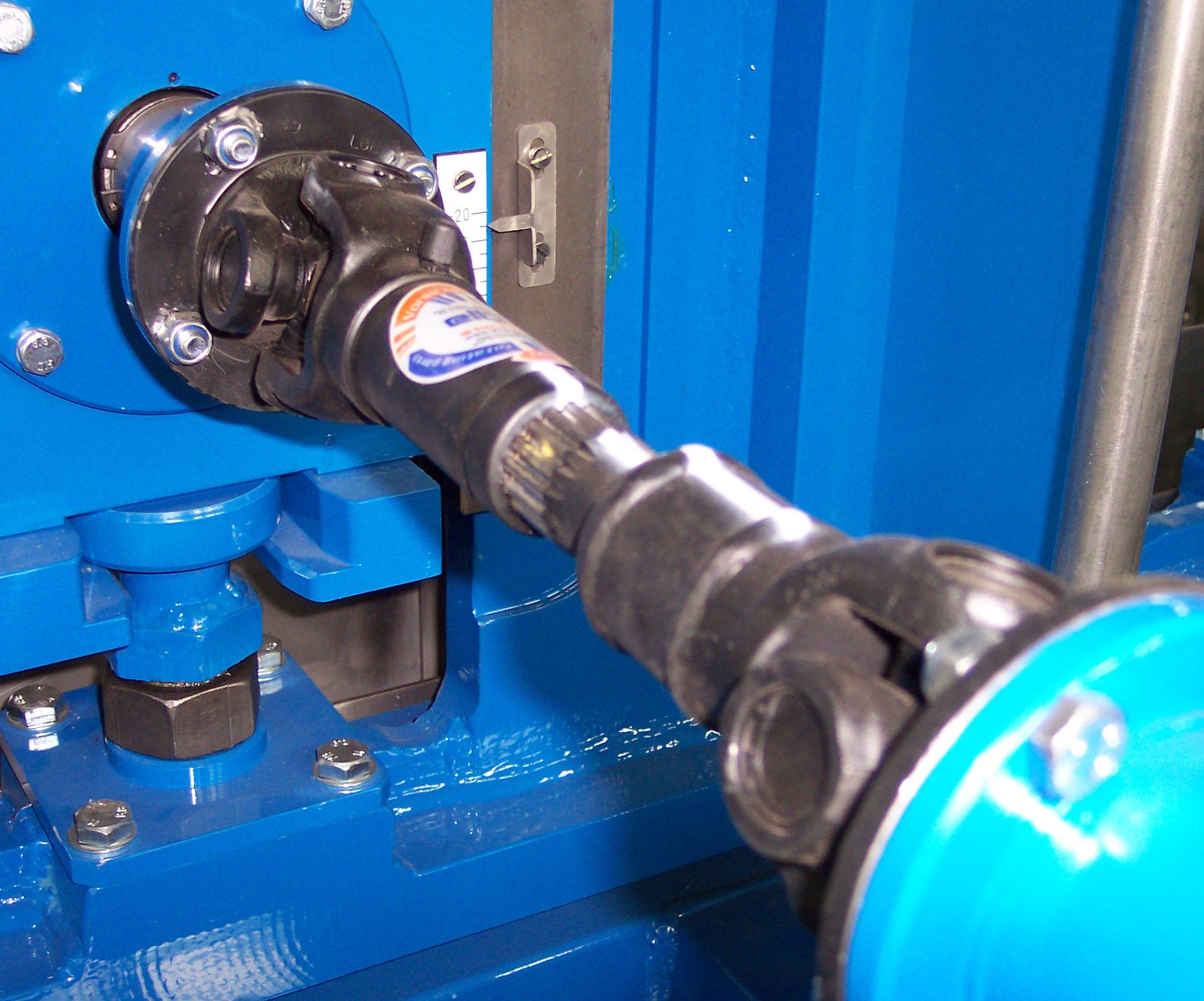
فولاد آلیاژی

فولاد آلیاژی (به انگلیسی: Alloy steel) فولادی است که با عنصرهای گوناگون به صورت آلیاژ درآمده است برای بهبود ویژگی‌های مکانیکی فولاد می‌توان از ۱٫۰ تا ۵۰٪ از وزن آن را آلیاژ کرد.  آلیاژهای فولاد دو دسته‌اند: فولاد کم‌آلیاژ و فولاد پُرآلیاژ. تفاوت میان این دو، می‌توان گفت، قراردادی است: اسمیت و هاشمی تفاوت این دو را در ۴٫۰٪ دانسته‌اند در حالی که گروه دگرمو آن را در ۸٫۰٪ می‌دانند. در حالت کلی وقتی صحبت از «آلیاژ فولاد» می‌شود منظور فولاد کم‌آلیاژ است.
خود فولاد در واقع نوعی آلیاژ است. اما تمام گونه‌های فولاد را آلیاژ نمی‌خوانند. ساده‌ترین نوع فولاد که تقریباً می‌توان گفت آهن است (نزدیک به ۹۹٪) خود با عنصر کربن آلیاژ شده‌است (بسته به نوع فولاد از ۰٫۱٪ تا ۱٪). بنابراین منظور از آلیاژ فولاد، ترکیبی از فولاد، کربن و دیگر عنصرها است. عنصرهایی که بیشتر برای این هدف کاربرد دارند، عبارتند از: منگنز (پرکاربردترین)، نیکل، کروم، مولیبدن، وانادیم، سیلیسیم و بور. و عنصرهای کم کاربردتر عبارتند از: آلومینیم، کبالت، مس، سریم، نیوبیم، تیتانیم، تنگستن، قلع، روی، سرب و زیرکونیم.
از ترکیب عنصرهای بالا با فولاد و آلیاژسازی، برخی ویژگی‌های فولاد کربن مانند مقاومت، سختی، چقرمگی، سایش، سخت شدگی و سختی در دمای بالا به گونهٔ درخور توجهی بهبود می‌یابد. برای دستیابی به بعضی از این ویژگی‌ها باید عملیات حرارتی روی فلز انجام شود.
ویژگی‌های یادشده در بالا در کاربردهای ویژه‌ای چون پرّه‌های توربین، موتور جت، فضاپیماها و رآکتورهای هسته‌ای بسیار مورد نیاز است. به دلیل ویژگی‌های فرومغناطیس آهن، بعضی آلیاژهای فولاد و پاسخی که این آلیاژها در محیط مغناطیسی می‌دهند، اهمیت ویژه‌ای پیدا می‌کند. در موتورهای الکتریکی و ترانسفورماتورها نیز چنین است.

## فولاد کم‌آلیاژ
از فولاد کم‌آلیاژ بیشتر برای دستیابی به توان سخت شدگی استفاده می‌شود. چون با رسیدن به این ویژگی دیگر ویژگی‌های مکانیکی هم بهبود می‌یابند. همچنین آن‌ها برای مقاومت در برابر خوردگی در شرایط خشن هم کاربرد دارند.
اگر درجهٔ کربن فولاد کم‌آلیاژ متوسط یا بالا باشد، فرایند جوش در آن‌ها دشوار می‌شود. با کاهش کربن و قرار دادن آن در بازهٔ ۰٫۱۰٪ تا ۰٫۳۰٪ و همچنین کاهش دیگر عنصرهای آلیاژی توان جوش پذیری و شکل‌پذیری فولاد را افزایش می‌دهیم. چنین فولادی در ردهٔ فولاد کم‌آلیاژ پراستحکام قرار می‌گیرد.
چند مورد از فولادهای کم‌آلیاژ عبارتند از:
- D6AC
- 300M
- 256A

| نام در SAE | ترکیب |
| ---------- | --- |
| ۱۳xx       | منگنز ۱٫۷۵٪ |
| ۴۰xx       | مولیبدن۰٫۲۰٪ یا ۰٫۲۵٪ یا ۰٫۲۵٪ مولیبدن و ۰٫۰۴۲٪ گوگرد                                                          |
| ۴۱xx       | کروم ۰٫۵۰٪ یا ۰٫۸۰٪ یا ۰٫۹۵٪، مولیبدن ۰٫۱۲٪ یا ۰٫۲۰٪ یا ۰٫۲۵٪ یا ۰٫۳۰٪                                         |
| ۴۳xx       | نیکل ۱٫۸۲٪, کروم ۰٫۵۰٪ تا ۰٫۸۰٪, مولیبدن ۰٫۲۵٪                                                                 |
| ۴۴xx       | مولیبدن ۰٫۴۰٪ یا ۰٫۵۲٪                                                                                         |
| ۴۶xx       | نیکل ۰٫۸۵٪ یا ۱٫۸۲٪، مولیبدن ۰٫۲۰٪ یا ۰٫۲۵٪                                                                    |
| ۴۷xx       | نیکل ۱٫۰۵٪, کروم ۰٫۴۵٪, مولیبدن ۰٫۲۰٪ یا ۰٫۳۵٪                                                                 |
| ۴۸xx       | نیکل ۳٫۵۰٪, مولیبدن ۰٫۲۵٪                                                                                      |
| ۵۰xx       | کروم ۰٫۲۷٪ یا ۰٫۴۰٪ یا ۰٫۵۰٪ یا ۰٫۶۵٪                                                                          |
| ۵۰xxx      | کروم ۰٫۵۰٪, کربن 1.00% min                                                                                     |
| ۵۰Bxx      | کروم ۰٫۲۸٪ یا ۰٫۵۰٪                                                                                            |
| ۵۱xx       | کروم ۰٫۸۰٪ یا ۰٫۸۷٪ یا ۰٫۹۲٪ یا ۱٫۰۰٪ یا ۱٫۰۵٪                                                                 |
| ۵۱xxx      | کروم ۱٫۰۲٪, کربن 1.00% min                                                                                     |
| ۵۱Bxx      | کروم ۰٫۸۰٪ |
| ۵۲xxx      | کروم ۱٫۴۵٪, کربن 1.00% min                                                                                     |
| ۶۱xx       | کروم ۰٫۶۰٪ یا ۰٫۸۰٪ یا ۰٫۹۵٪، V ۰٫۱۰٪ یا ۰٫۱۵٪ min                                                             |
| ۸۶xx       | نیکل ۰٫۵۵٪, کروم ۰٫۵۰٪, مولیبدن ۰٫۲۰٪                                                                          |
| ۸۷xx       | نیکل ۰٫۵۵٪, کروم ۰٫۵۰٪, مولیبدن ۰٫۲۵٪                                                                          |
| ۸۸xx       | نیکل ۰٫۵۵٪, کروم ۰٫۵۰٪, مولیبدن ۰٫۳۵٪                                                                          |
| ۹۲xx       | Si ۱٫۴۰٪ یا ۲٫۰۰٪، منگنز ۰٫۶۵٪ یا ۰٫۸۲٪ یا ۰٫۸۵٪، کروم ۰٫۰۰٪ یا ۰٫۶۵٪                                          |
| ۹۴Bxx      | نیکل ۰٫۴۵٪, کروم ۰٫۴۰٪, مولیبدن ۰٫۱۲٪                                                                          |
| ES-۱       | نیکل ۵٪, کروم ۲٪, سیلیسیم ۱٫۲۵٪, تنگستن ۱٪, منگنز ۰٫۸۵٪, مولیبدن ۰٫۵۵٪, مس ۰٫۵٪, کروم ۰٫۴۰٪, کربن 0.2%, V ۰٫۱٪ |

## مطالعهٔ مواد
عناصر مختلف برای تغییر خواص فولادها به آن اضافه می‌شوند. عناصر آلیاژی معمولاً در درصدهای پایین‌تر (کمتر از ۵٪) به منظور افزایش استحکام یا قابلیت سختکاری یا در درصدهای بیشتر (بیش از ۵٪) برای دستیابی به خاصیت‌های خاص مانند مقاومت در برابر خوردگی یا ثبات در درجه حرارت بالا اضافه می‌شوند.
| عنصر      | درصد             | تاثیر اصلی |
| --------- | ---------------- | --- |
| آلومینیوم | ۰٫۹۵–۱٫۳۰        | عنصر آلیاژی در فولادهای قابل نیتریده‌کردن |
| بیسموت    | -                | بهبود قابلیت ماشینکاری |
| بور       | ۰٫۰۰۱–۰٫۰۰۳      | یک عامل قابل سختکاری قدرتمند |
| کروم      | ۰٫۵–۲            | افزایش قابلیت سختکاری |
| کروم      | ۴–۱۸             | افزایش مقاومت به خوردگی |
| مس        | ۰٫۱–۰٫۴          | مقاومت به خوردگی |
| سرب       | -                | بهبود قابلیت ماشینکاری |
| منگنز     | ۰٫۲۵–۰٫۴۰        | با گوگرد و فسفر ترکیب شده و باعث کاهش تردی فولاد می‌شود. همچنین به حذف اکسیژن اضافی از فولاد مذاب کمک می‌کند.                                                                                     |
| منگنز     | >۱               | با کاهش دمای تغییر و ملایم کردن تغییر آن، قابلیت سختکاری را افزایش می‌دهد |
| مولیبدن   | ۰٫۲–۵            | ایجاد کاربیدهای پایدار، جلوگیری از رشد دانه. افزایش چقرمگی فولاد، در نتیجه مولیبدن در ساخت ابزارهای برشی، قطعات ماشین ابزار و پره‌های موتورهای توربین گازی یک عنصر آلیاژی بسیار مهم محسوب می‌شود. |
| نیکل      | ۲–۵              | افزایش سفتی |
| نیکل      | ۱۲–۲۰            | افزایش مقاومت به خوردگی |
| سیلیسیم   | ۰٫۲–۰٫۷          | افزایش استحکام |
| سیلیسیم   | ۲٫۰              | فولاد فنر |
| سیلیسیم   | در درصدهای بیشتر | بهبود خواص مغناطیسی |
| گوگرد     | ۰٫۰۸–۰٫۱۵        | افزایش قابلیت ماشینکاری |
| تیتانیم   | -                | کاهش سختی مارتنزیتی در فولادهای کروم دار، |
| تنگستن    | -                | افزایش دمای ذوب |
| وانادیم   | ۰٫۱۵             | افزایش چقرمگی در دماهای بالا، ایجاد کاربیدهای پایدار، افزایش استحکام در عین حفظ شکل‌پذیری، بهبود ساختار دانه ای ریز                                                                              |

## مطالعهٔ کتابخانه‌ای
- Degarmo, E. Paul; Black, J T.; Kohser, Ronald A. (2007), Materials and Processes in Manufacturing (10th ed.), Wiley, ISBN 978-0-470-05512-0.
- Groover, M. P. , 2007, p. 105-106, Fundamentals of مولیبدنdern Manufacturing: Materials, Processes and Systems, 3rd ed, John Wiley & Sons, Inc. , Hoboken, NJ, ISBN 978-0-471-74485-6.
- Smith, William F.; Hashemi, Javad (2001), Foundations of Material Science and Engineering (4th ed.), McGraw-Hill, p. 394, ISBN 0-07-295358-6